# Elijah Litana
Elijah Litana, né le 5 décembre 1970, est un ancien footballeur international zambien.

## Biographie
Il participe à quatre Coupe d'Afrique des nations avec la Zambie : en 1994, 1996, 1998 et 2000. 
Il dispute au total 16 matchs en Coupe d'Afrique des nations, pour 3 buts inscrits. Il marque notamment un but lors de la finale de la CAN 1994 perdue face au Nigeria.
Il participe également aux qualifications pour la Coupe du monde 1994 et aux qualifications pour la Coupe du monde 1998.

## Palmarès
- Finaliste de la Coupe d'Afrique des nations 1994 avec l'équipe de Zambie
- Troisième de la Coupe d'Afrique des nations 1996 avec l'équipe de Zambie
- Champion d'Arabie saoudite en 1996 et 1998 avec Al Hilal
- Vainqueur de la Coupe d'Arabie saoudite en 2000 avec Al Hilal